# Enoplium serraticornis
Enoplium serraticornis is een keversoort uit de familie mierkevers (Cleridae). De wetenschappelijke naam van de soort is voor het eerst geldig gepubliceerd in 1790 door G.A. Olivier.